# Лозова (притока Осколу)
Лозова́ — річка у Борівському районі Харківської області. Ліва притока Осколу (басейн Сіверського Донця).

## Опис
Довжина 12  км, похил річки — 3,4 м/км. Формується з декількох водойм. Площа басейну 60,6 км².

## Розташування
Лозова бере початок з водойми на південній околиці села Лозової. Тече переважно на північний захід через село Нову Кругляківку і на північно-західній околиці села Богуславки впадає у річку Оскіл (Оскільське водосховище), ліву притоку Сіверського Донця.